# 快雪時晴帖
《快雪時晴帖》，為晉朝書法家王羲之的墨寶，以行書寫成，是寫給友人張侯的信。此帖材質為紙本，尺寸縱23公分，橫14.8公分。現存一般認為是唐代精摹本，收藏於臺北國立故宮博物院。

## 歷史
此帖由王羲之寫給其友人，一般認為原帖已不存在，現存本應為唐代摹本。明代鑑賞家詹景鳳認為趙孟頫的行書受到此帖影響。根據宋代書法家、收藏家米芾之記載和故宮以現代儀器放大、對比證實此帖曾被唐代大書法家褚遂良收藏。
明、清年間，為降清明官馮銓所藏有。康熙十六年（1677年），馮銓之子國子監祭酒馮源濟將此墨本呈獻給康熙帝，在乾隆十一年（1746年）與王獻之的《中秋帖》以及王珣的《伯遠帖》合稱「三希」，一起放在宮內「三希堂」中，成為「三希堂」第一珍品。到1795年間，乾隆帝共親自御筆題識71則，晚年因視力不佳，改由董誥代筆三則，且於上方足足蓋了108個印，可見乾隆對此帖之熱愛。至於其原因，可能和此帖寫道「快雪時晴」四字有關，乾隆作為皇帝，自然憂國憂民，而見此帖便象徵降雪為農業帶來耕種所需之水，農業興盛，國家自然富強。此猶他後期提拔皆是討論國事，而非書法可證。

## 原文
羲之頓首。快雪時晴。佳想安善。未果為結。力不次。王羲之頓首。山陰張侯。

## 批评
周汝昌认为此帖不能反映王羲之的笔法，不必取法。